# Territorija
Territorija (Территория) è un film del 1978 diretto da Aleksandr Vladimirovič Surin.

## Trama
L'azione si svolge a metà degli anni '50 del XX secolo. Il film racconta dei geologi alla ricerca dell'oro.